# Rustblade
Rustblade è un'etichetta discografica indipendente italiana fondata nel 2001 da Stefano Rossello.

## Storia della Rustblade
La Rustblade nacque nel 2001 come organizzazione composta da musicisti, grafici e produttori dedicata a forme artistiche non convenzionali. Proprio grazie alla continua ricerca, sperimentazione ed interazione tra i vari membri del collettivo, col passare degli anni da piccola realtà nostrana quale era nata è riuscita ad espandersi ed imporsi a livello mondiale, in particolare per quanto riguarda i settori audio (sonorità Sperimentali, Industrial, Noise, Power electronics, Colonne sonore, Power noise, Breakbeat) e video.
Ad oggi ha prodotto e distribuito diversi artisti di musica elettronica, sperimentale e compositori di Colonne Sonore  tra i quali Lydia Lunch, Angelo Badalamenti, Bobby Beausoleil, Merzbow, Coil, The Young Gods, No More, The Legendary Pink Dots, My Life with the Thrill Kill Kult, Black Sun Productions, Eric Van Wonterghem, Dive, Hanin Elias (membro fondatore degli Atari Teenage Riot) e di aver partecipato con le sue band a festival internazionali.
Tra gli artisti fino ad oggi prodotti e distribuiti trovano il loro spazio anche diversi artisti Italiani quali Ennio Morricone, Claudio Simonetti, Nino Rota, Manuel De Sica, Bahntier, Spiritual Front, Criminal Asylum, Condanna, The Lingams and Yoni (con Justin Bennett, musicista/produttore ed attuale live drummer degli Skinny Puppy), SANdBLASTING. Ha inoltre prodotto una raccolta tributo a Pier Paolo Pasolini con brani dei Coil, In Slaughter Natives, Ah Cama Sotz ed altri artisti dello stesso calibro. Inoltre per alcune illustrazioni Rustblade ha collaborato la fumettista Lola Airaghi.
Nel 2018, Stefano Rossello crea l'etichetta antologica a fumetti Rustblade Comics, dando alle stampe Dawn of the dead - Hotel La Muerte realizzato dai fumettisti Andrea Gallo Lassere e Simona Simone; in occasione del quarantennale del film e colonna sonora di Zombi.
Dopo l'ottimo riscontro ottenuto, sia in Italia che all'estero, di Dawn of the dead - Hotel La Muerte; lo stesso team creativo formato da Andrea Gallo Lassere e Simona Simone realizzano un secondo albo antologico a fumetti, dedicato ai film cult Dèmoni e Dèmoni 2... L'incubo ritorna di Lamberto Bava: Dèmoni - Il Regno delle Tenebre. L'albo a fumetti, disponibile in lingua italiana e inglese, contiene inoltre un'illustrazione a colori realizzata dalla fumettista Lola Airaghi. Nel 2022 Rustblade Records pubblica la ristampa di Demons - Kingdom of Darkness in edizione deluxe. In allegato al cartonato è presente la colonna sonora del film Dèmoni, versione remix, realizzata da Claudio Simonetti.
Rustblade si è occupata inoltre della rivista italiana di controcultura Amoeba.

## Alcuni Artisti Prodotti
- Ennio Morricone
- Claudio Simonetti
- Lydia Lunch
- The Legendary Pink Dots
- Angelo Badalamenti
- Nino Rota
- Coil
- The Young Gods
- Merzbow
- Bobby Beausoleil
- Manuel De Sica
- No More
- Spiritual Front